# Citroën Xsara
Citroën Xsara — автомобиль сегмента C, производившийся с 1997 по 2006 год французской компанией PSA под маркой Citroën. В модельном ряду сменил ZX и был заменён на C4. Xsara выпускался в кузове купе и пятидверный хетчбэк, а также пятидверный универсал, который назывался Xsara Break. Также на базе автомобиля был разработан компактвэн, получивший имя Xsara Picasso. Модель стала успешной — около 1,4 миллиона проданных автомобилей. Различные автомобильные издания также оценили её положительно. На базе купе были разработаны различные модификации для участия в автоспорте.

## История

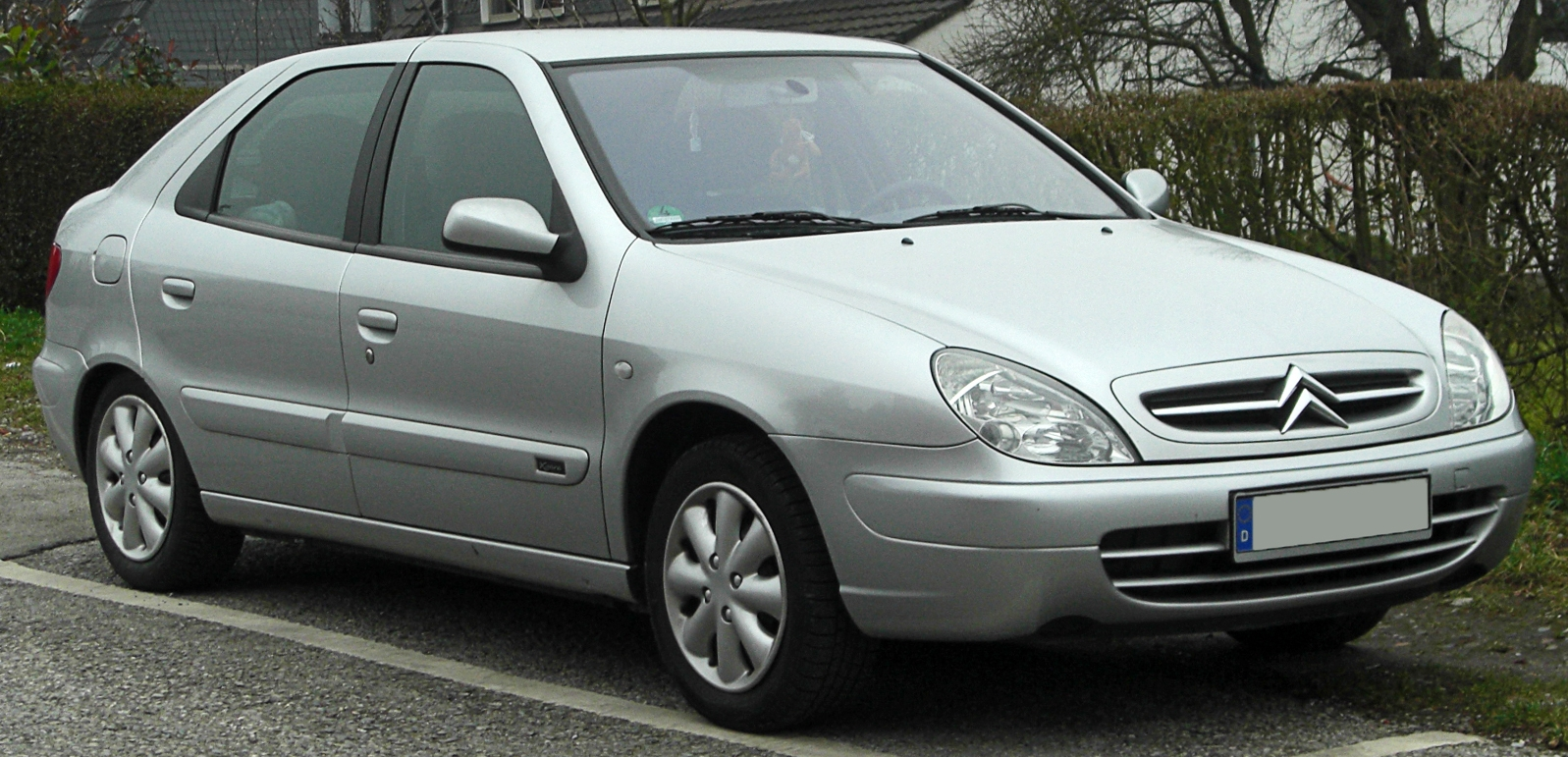
Рестайлинговая модель (2000—2004)

Модель в кузовах купе и хетчбэк была представлена осенью 1997 года на Франкфуртском автосалоне. Название «Xsara», по словам заместителя генерального директора Citroën Люка Эпрона, заимствовано у одноимённого греческого вина. Название созвучно с названиями других автомобилей тех времён — Xantia и Saxo (все названия содержат букву X). В разработку модели было вложено 4,8 млрд франков, а заняла она 196 недель (почти 4 года).
Сборка автомобиля осуществлялась на заводах во Франции и Испании. Осенью 1997 года поступила в продажу пятидверная модель, а в конце года — трёхдверная. Выпуск универсала Xsara Break начался весной 1998 года, а премьера прошла в марте на Женевском автосалоне. Также планировался выпуск компактвэна на базе Xsara. Он был выпущен в 1999 году под названием Citroën Xsara Picasso.
На Парижском автосалоне в сентябре 2000 года была представлена обновлённая модель. Кузов автомобиля стал жёстче, что благоприятно сказалось как на безопасности, так и на управляемости. Передняя часть автомобиля была переделана: были обновлены решётка радиатора, фары, капот и крылья. Были введены новые 1,6 и двухлитровые 16-клапанные двигатели, 1,8-литровые были убраны с конвейера. Передняя и задняя колеи были увеличены на 10 мм. Была добавлена опция бортового компьютера с операционной системой Windows CE. В 2003 году началась сборка обновлённой модели в Китае.
В 2004 году на смену автомобилю пришёл Citroën C4, также доступный в двух кузовах: хетчбэк и купе. Универсал оставался в продаже вплоть до 2006 года, не оставив преемника.

## Дизайн и конструкция
Как уже сказано выше, модель предлагалась в трёх типах кузова — пятидверный хетчбэк, купе и универсал. Дизайн в целом соответствует тенденциям конца 1990-х годов: закруглённые форма кузова и детали, пластиковые накладки на бампере и дверях. Купе отличается от хетчбэка не только количеством дверей, но и иной формой задних стоек. По сравнению с ZX были улучшены энергопоглощающие зоны и жёсткость кузова. Салон при приблизительно тех же габаритах стал просторнее, а объём багажника у хетчбэка и купе увеличен с 345 до 408 литров, а при сложенных задних сиденьях достигает 1190 литров.

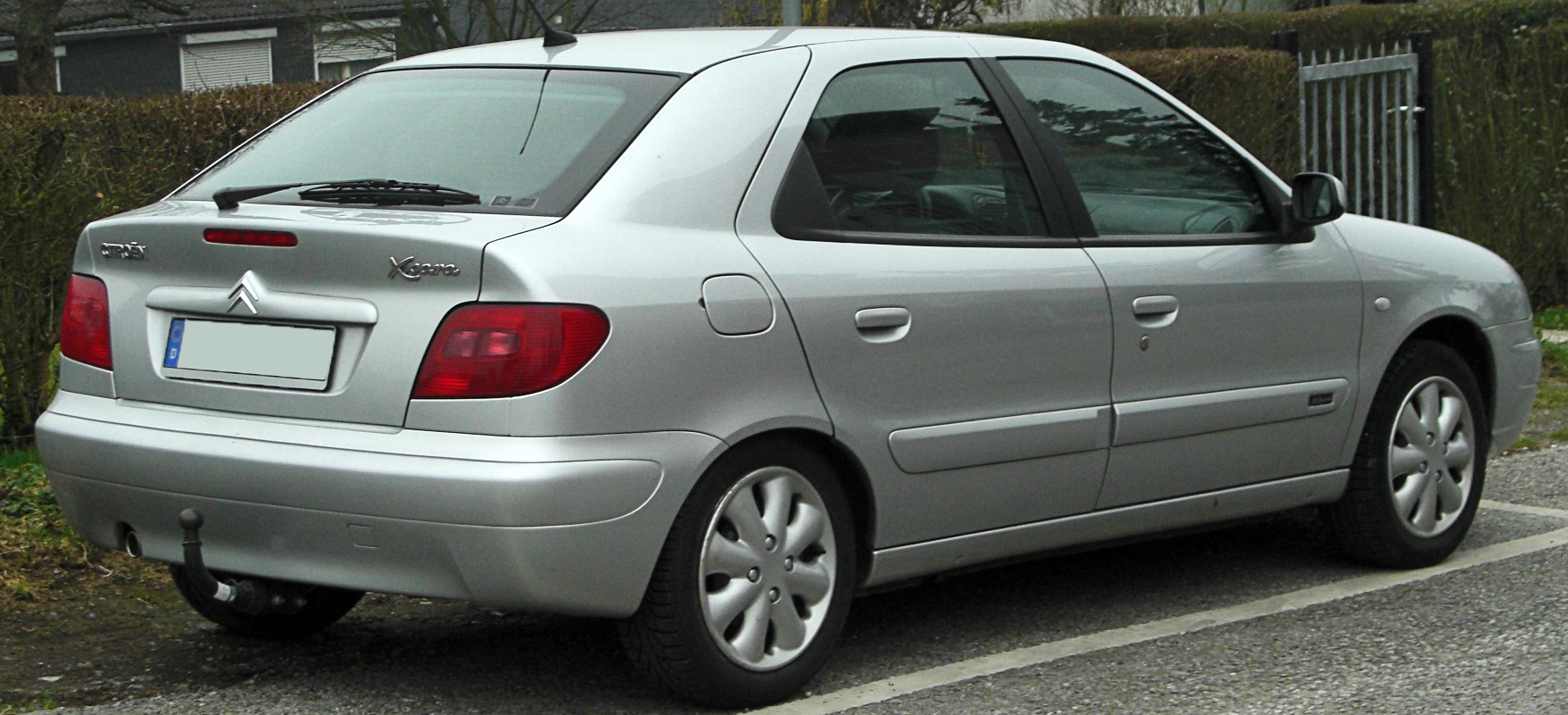
Пятидверный хетчбэк
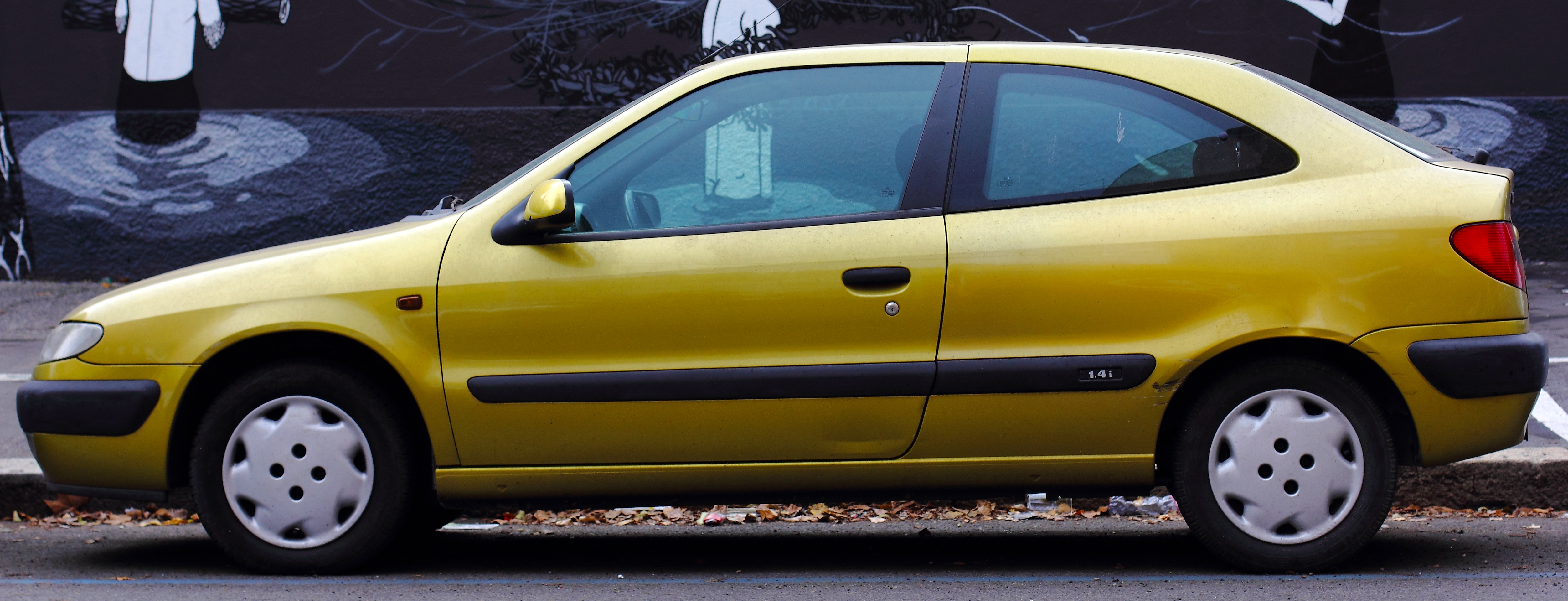
Купе
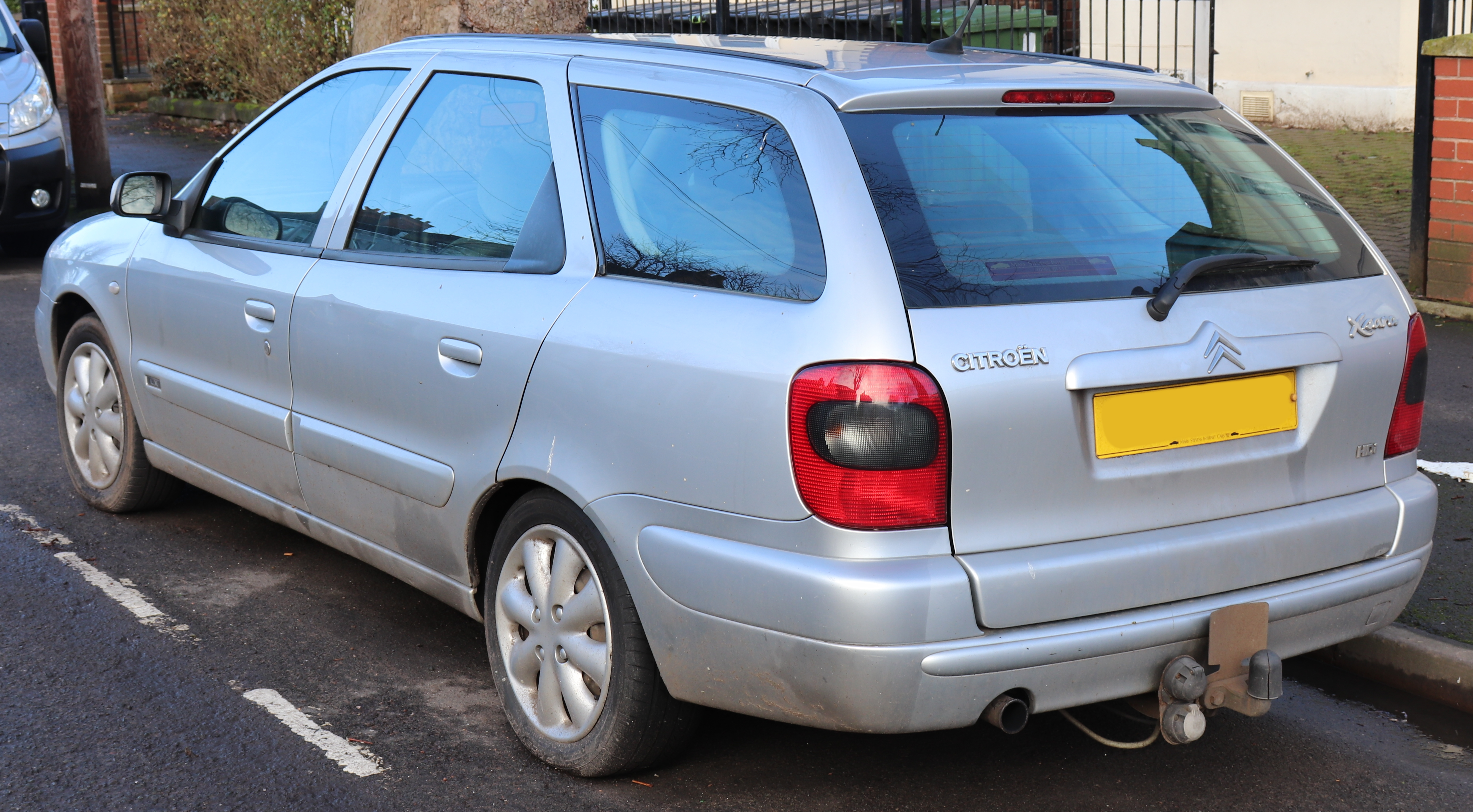
Универсал

### Технические характеристики
Xsara был доступен в четырёх комплектациях: X, SX, Exclusive (только хетчбэк) и VTS (только купе). Общая конструкция шасси осталась практически неизменной с предыдущей модели. Передняя подвеска — типа McPherson со стабилизатором поперечной устойчивости, задняя — независимая, торсионная. Передние тормоза — дисковые вентилируемые, задние — либо барабанные (в базовой комплектации), либо дисковые.
Модель обладает широким спектром двигателей. Гамму открывает 1,4-литровый бензиновый мотор мощностью 75 л.с и крутящим моментом 111 Н·м. Далее идут 1,8-литровые двигатели мощностью 90 и 103 л.с и крутящим моментом 147 и 153 Н·м, соответственно. Затем идёт 16-клапанный 1,8-литровый двигатель мощностью 112 л.с и крутящим моментом 155 Н·м. Самым мощным из бензиновых двигателей является двухлитровый 16-клапанный мотор мощностью 167 л.с и крутящим моментом 193 Н·м. Также предлагался 1,9-литровый дизельный двигатель мощностью 68 л.с и крутящим моментом 120 Н·м, а также его турбированная версия мощностью 90 л.с и крутящим моментом 196 Н·м. Коробка передач — пятиступенчатая механическая либо четырёхступенчатая автоматическая.

## Безопасность
Автомобиль прошёл краш-тест EuroNCAP в 1998 году. Протестированная модель оснащалась преднатяжителями ремней безопасности, подушкой безопасности водителя и встроенными в передние кресла боковыми подушками безопасности.
В целом результат был нормальный для тех лет. Во фронтальном ударе водительская дверь потеряла большую часть своей структурной прочности. Подушка безопасности водителя выстрелила слишком поздно, поэтому защита головы и шеи водителя была довольно низкой. В связи с отсутствием подушки безопасности переднего пассажира защита его головы была плохой. Преднатяжители ремней сработали не в полную силу. В передней панели были выявлены опасные структуры для колен водителя.
В боковом ударе голова водителя ударилась о шарнир ремня безопасности и об стойку двери, но нагрузка была низкой. Подушки безопасности также не сработали вовремя. Что касается защиты детей, то при фронтальном ударе манекен трёхлетнего ребёнка сместился слишком сильно вперёд, а в боковом ударе голова сместилась слишком далеко. Защита пешеходов в целом соответствовала стандартам безопасности тех лет, но для взрослого пешехода было обнаружено много травмоопасных зон на бампере и капоте.

## Обзоры и оценки
Российское издание «Авторевю» в 2001 году проводило сравнительный тест четырёх трёхдверных моделей: Alfa Romeo 147, Audi A3, Volkswagen Golf четвёртого поколения и Citroën Xsara VTS. Французская модель за счёт двигателя и антикрыла на задней двери оказалась самой быстрой — 222 км/ч. Салон был расценён тесным для высокого водителя. На высоких оборотах была отмечена хорошая тяга и быстрый отклик на нажатие педалей, но вместе с этим — скрип и шум в салоне. Управляемость модель в целом была хорошей, но хуже, чем у немецких конкурентов. В плане заднего ряда сидений и багажника Xsara вновь выиграл, однако, по словам редакции, «пробираться на задний ряд непросто и даже опасно» из-за того, что передние кресла не фиксируются и их нужно придерживать. По итогам теста Xsara получил 815 баллов из 1000 — худший результат среди протестированных моделей (у остальных — от 845 до 875).
Что касается иностранных изданий, то нидерландское издание «Autozine» в 2003 году тестировало модель в кузове универсал. Главными плюсами были отмечены низкая цена, богатое оснащение различными опциями и простор в салоне, а из минусов — стучащие по стенке задние ремни безопасности, неудобное масштабирование спидометра и неудобный рычаг регулировки кресла. В целом автомобиль был оценён положительно.

## Отзывные кампании
За всё время происходило 8 отзывных кампаний модели. Первые 4 из них произошли в 2000 году по следующим причинам: возможность потери помощи сервопривода тормозов (февраль), срабатывания подушки безопасности пассажира в выключенном состоянии (апрель), поломки шарнира подвески (сентябрь) и проблем с вакуумной трубкой в тормозной системе (ноябрь). В июне 2003 года случился отзыв из-за возможности отсоединения вакуумной трубки сервопривода тормозов. В 2008 году было два отзыва: в июле из-за вероятности неправильной работы педали газа и в декабре из-за вероятности неправильной работы преднатяжителей ремней безопасности.

## Продажи
В Европе модель имела огромный успех — почти 1,4 млн проданных автомобилей за 10 лет. В Китае продажи были в сто раз скромнее — только 14 тысяч проданных машин с 2003 по 2006 год. В России было продано лишь около 380 автомобилей.
| Страна                                       | Календарный год (продажи указаны в тысячах автомобилей) | Календарный год (продажи указаны в тысячах автомобилей) | Календарный год (продажи указаны в тысячах автомобилей) | Календарный год (продажи указаны в тысячах автомобилей) | Календарный год (продажи указаны в тысячах автомобилей) | Календарный год (продажи указаны в тысячах автомобилей) | Календарный год (продажи указаны в тысячах автомобилей) | Календарный год (продажи указаны в тысячах автомобилей) | Календарный год (продажи указаны в тысячах автомобилей) | Календарный год (продажи указаны в тысячах автомобилей) | Календарный год (продажи указаны в тысячах автомобилей) | Итого   |
| Страна                                       | 1997                                                    | 1998                                                    | 1999                                                    | 2000                                                    | 2001                                                    | 2002                                                    | 2003                                                    | 2004                                                    | 2005                                                    | 2006                                                    | 2007                                                    | Итого   |
| -------------------------------------------- | ------------------------------------------------------- | ------------------------------------------------------- | ------------------------------------------------------- | ------------------------------------------------------- | ------------------------------------------------------- | ------------------------------------------------------- | ------------------------------------------------------- | ------------------------------------------------------- | ------------------------------------------------------- | ------------------------------------------------------- | ------------------------------------------------------- | ------- |
| Европа                                       | 44                                                      | 250                                                     | 267                                                     | 223                                                     | 220                                                     | 169                                                     | 112,5                                                   | 85,5                                                    | 10                                                      | 0,25                                                    | 0,13                                                    | 1381,38 |
| Китай                                        | Не продавался                                           | Не продавался                                           | Не продавался                                           | Не продавался                                           | Не продавался                                           | Не продавался                                           | 5,2                                                     | 3,3                                                     | 5,3                                                     | 0,05                                                    | -                                                       | 13,85   |
| Для России продажи указаны в ед. автомобилей |                                                         |                                                         |                                                         |                                                         |                                                         |                                                         |                                                         |                                                         |                                                         |                                                         |                                                         |         |
| Россия                                       | -                                                       | -                                                       | 28                                                      | 36                                                      | 173                                                     | -                                                       | -                                                       | 141                                                     | 2                                                       | -                                                       | -                                                       | 380     |

## В автоспорте

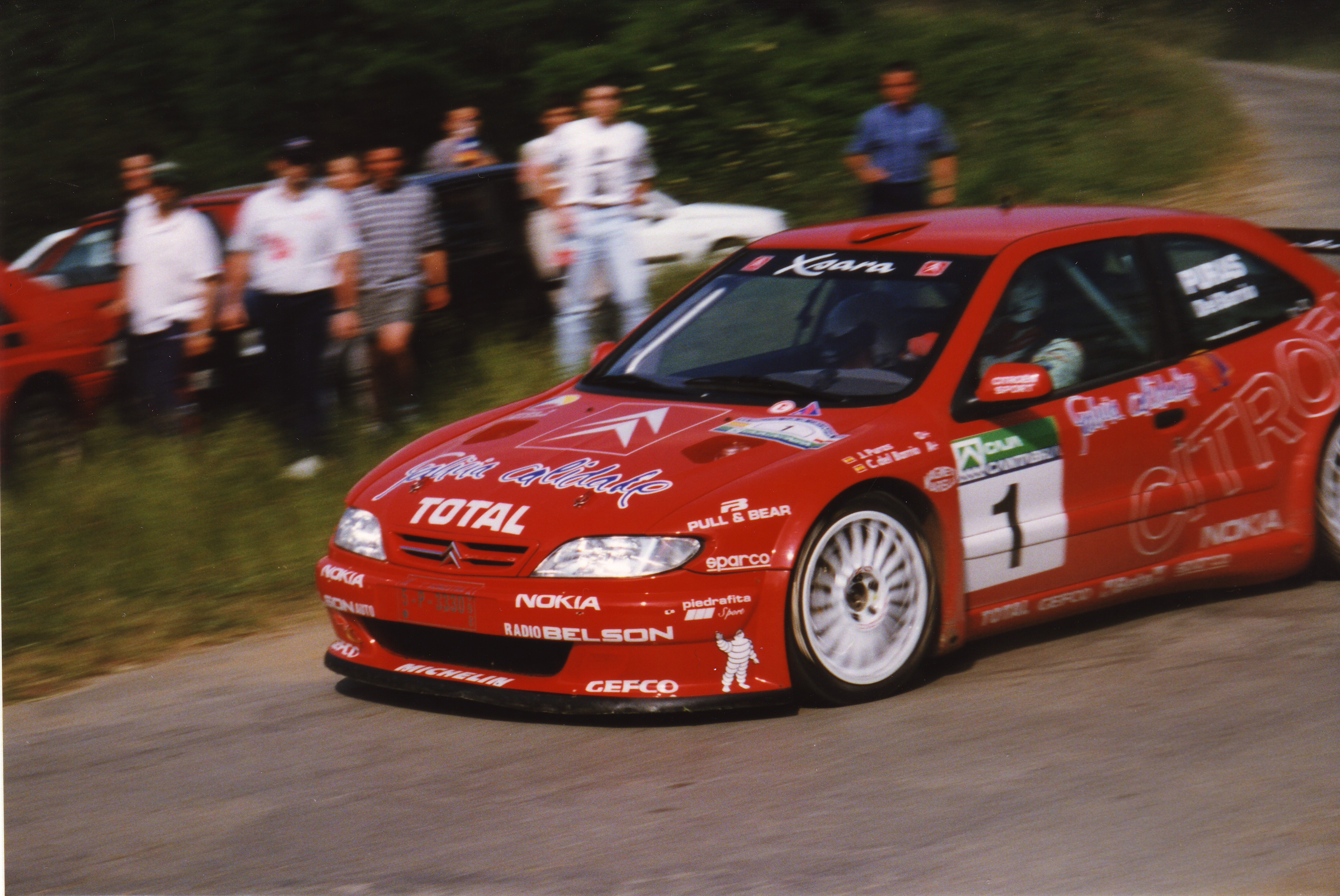
Хесус Пурас на Citroën Xsara Kit Car, 1998 год

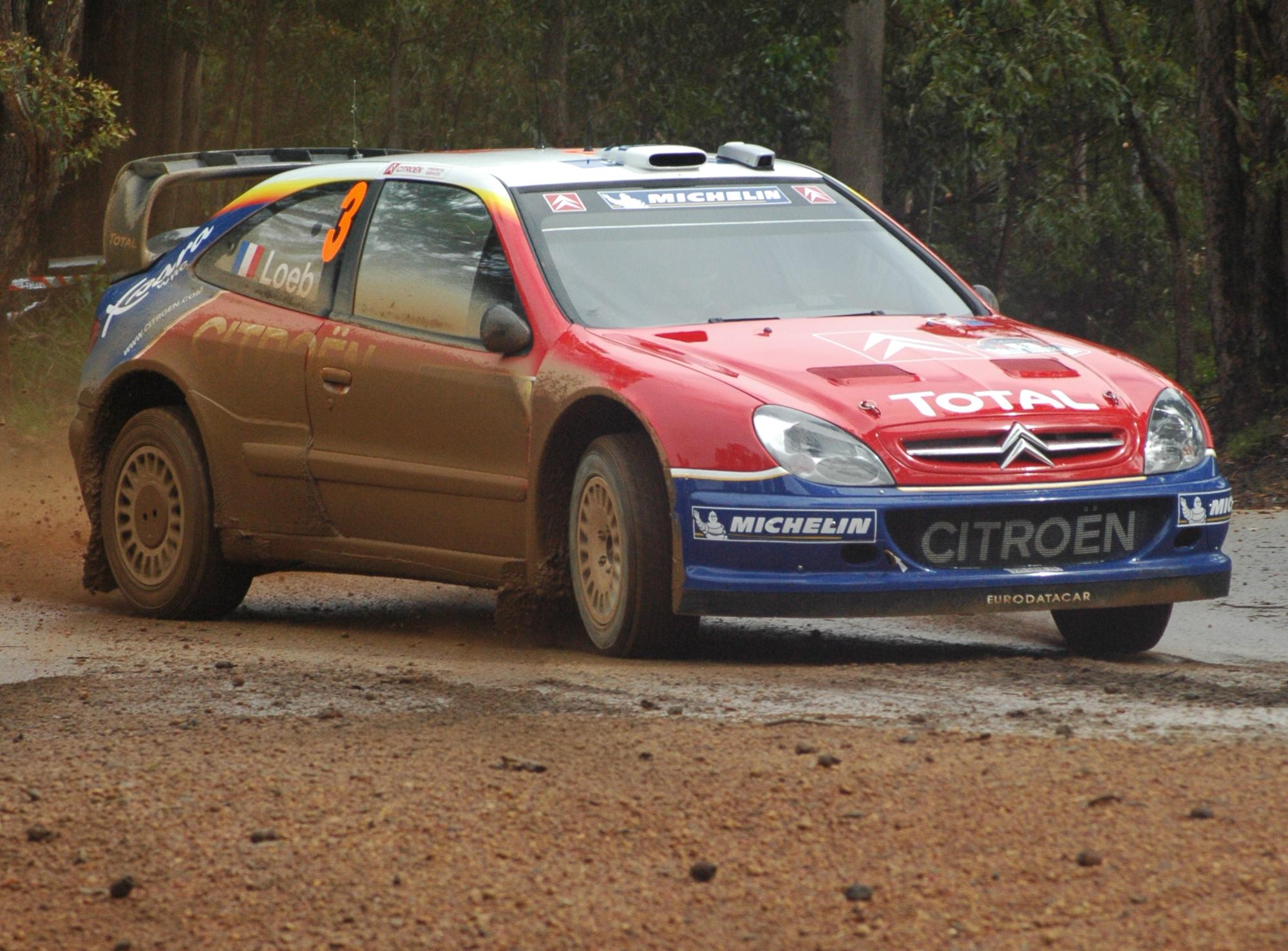
Себастьен Лёб на Citroën Xsara WRC, 2005 год

Citroen Xsara WRC, полноприводный раллийный автомобиль класса World Rally Car, с двухлитровым турбодвигателем. На котором команда Citroën World Rally Team участвовала в чемпионатах мира по ралли сезонов 2001—2005 годов. Различные раллийные пилоты одержали на Xsara WRC 32 победы на этапах мирового первенства. Лидер заводской команды, француз Себастьян Лёб, три года подряд становился чемпионом мира, в 2004—2006 годах. Citroën с этой моделью дважды становился победителем в зачёте марок, в 2004 и 2005 годах.
Xsara WRC является дальнейшем развитием переднеприводной раллийной машины Citroën Xsara Kit Car, имевшей двухлитровый атмосферный двигатель, и на которой пилоты команды Automobiles Citroën одержали две победы на этапах чемпионата мира по ралли в 1999 году. Это были первые победы для Citroën на этапах WRC, и одновременно, последние в истории турнира победы автомобиля с приводом на одну ось, и с двигателем не оснащённым турбонаддувом.